# Почётный гражданин Мариуполя
Почётный гражданин города Мариуполь — звание, присуждаемое за активное участие в общественно-политической жизни города Мариуполя в Донецкой области Украины.
Нагрудный знак «Почётный гражданин города Мариуполя»

## История
5 апреля 1967 года Ждановский горисполком утвердил положение о порядке присвоения почетного звания «Почетный гражданин города Жданова». Звание «Почетный гражданин города Жданова» присваивалось лицам, которые принимали  активное участие в установлении советской власти в городе, а также борьбе за освобождение его от фашистских оккупантов, в восстановлении предприятий промышленности, транспорта, развитии строительства и благоустройства города и за их доблестный труд по претворению к жизнь программы строительства коммунистического общества. Звание присваивалось по ходатайствам районных Советов депутатов трудящихся, коллективов трудящихся, партийных, профсоюзных, комсомольских и других общественных организаций, предприятий и учреждений города.
Согласно положению Почётный гражданин предоставлялось право:
- принимать участие в работе городского Совета и исполкома горсовета с правом совещательного голоса
- первоочередного получения жилой площади в городе
- первоочередное получение ссуд на индивидуальное жилищное строительства и получения помощи материалами и транспортом в установленном порядке
- бесплатного проезда всеми видами городского транспорта (кроме такси)
- внеочередного обслуживания культурно-просветительными, коммунально-бытовыми и торговыми предприятиями и организациями города

Позже был утвержден нагрудный знак «Почетный гражданин города Мариуполя».
В 2007 году вышла книга-справочник Николая Рябченко «Почётные граждане города Мариуполя». Посёлки Старый Крым и Сартана, административно подчинённые Мариуполю, также имеют своих почётных граждан.
На 2018 год в Мариуполе насчитывалось 106 почётных граждан. Единственный, лишённый звания почетного гражданина — Дмитрий Саблин, награжден 28 августа 2013 года и лишен звания в 3 сентября 2014 года.
Первым звания почётного гражданина Мариуполя удостоился Александр Иванович Покрышкин.

## Список почётных граждан
| Персона                                                 | Род деятельности | Обоснование присвоения | Дата присвоения |
| ------------------------------------------------------- | --- | --- | --------------- |
| Покрышкин Александр Иванович (1913-1985)                | Бывший командир 9 Гвардейской Ордена Ленина‚ Краснознамённой и ордена Богдана Хмельницкого Мариупольско-Берлинской истребительной авиационной дивизии, трижды Герой Советского Союза, генерал-полковник.                     | За выдающиеся заслуги при освобождении г. Жданова от немецко-фашистских захватчиков | 23.08.1968      |
| Гненый Петр Демидович (1920-2014)                       | Бывший старший сварщик нагревательных колодцев цеха обжима металлургического завода «Азовсталь», Герой Социалистического Труда.                                                                                              | За доблестный труд и выдающиеся заслуги в многолетней общественной деятельности | 16.04.1975      |
| Латышев Георгий Александрович (1901-1977)               | Генерал-майор в отставке. | За боевые заслуги, проявленные в период гражданской и Великой Отечественной войн, большую долголетнюю общественную деятельность по воспитанию подрастающего поколения | 16.04.1975      |
| Малокуцко Илья Фопентьевич (1898-????)                  | Бывший старший мастер механического цеха металлургического завода имени Ильича. | За боевые заслуги, проявленные в период гражданской и Великой Отечественной войн, активное участие в восстановлении народного хозяйства в г. Жданове, большую долголетнюю трудовую деятельность | 16.04.1975      |
| Мачнев Дмитрий Константинович (1904-1987)               | Бывший начальник политотдела 9 гвардейской истребительной авиационной Мариупольско-Берлинской, ордена Ленина, Краснознамённой, ордена Богдана Хмельницкого дивизии, генерал-майор авиации.                                   | За выдающиеся заслуги при освобождении города Жданова от немецко-фашистских захватчиков в годы Великой Отечественной войны 1941-1945 гг. | 16.04.1975      |
| Сычев Константин Васильевич (1906-1982)                 | Бывший командир 130 стрелковой Таганрогской Краснознамённой, ордена Ленина и Суворова дивизии, генерал-майор. | За выдающиеся заслуги при освобождении города Жданова от немецко-фашистских захватчиков в годы Великой Отечественной войны 1941-1945 гг. | 30.04.1980      |
| Лут Иван Андреевич (1910-1981)                          | Герой Социалистического Труда, сталевар завода им. Ильича. | За доблестный труд, значительные заслуги в многолетней общественной деятельности и большой вклад в развитие чёрной металлургии города | 30.04.1980      |
| Терентьев Александр Васильевич (1896-1985)              | Председатель Совета ветеранов партии, член КПСС с июля 1917 года. | За большие заслуги в многолетней общественной деятельности по пропаганде ленинских идей и воспитанию молодежи и трудящихся города на революционных, боевых и трудовых традициях | 21.10.1981      |
| Горбань Григорий Яковлевич (1932-2000)                  | Дважды Герой Социалистического Труда, сталевар мартеновского цеха завода «Азовсталь». | За большие заслуги в развитии чёрной металлургии СССР, высокие и стабильные показатели в выполнении производственных заданий и социалистических обязательств, большой вклад в дело воспитания достойной смены металлургов и активную общественно-политическую деятельность                                                                            | 30.03.1982      |
| Четверяков Иван Николаевич (род. 1946)                  | Кавалер трёх орденов Трудовой Славы, бригадир токарей механосборочного цеха Ждановского завода технологического оборудования.                                                                                                | За высокопроизводительный, творческий труд, активное участие в общественной жизни города | 03.09.1987      |
| Быкова Ольга Ивановна (1926-2013)                       | Оператор теплового пункта баллонного цеха Ждановского металлургического комбината им. Ильича. | За добросовестный труд, многолетнюю общественную деятельность, большой вклад в дело воспитания молодежи, заслуги в годы Великой Отечественной войны | 03.09.1987      |
| Пригода Юрий Иванович (1938-2002)                       | Старший оператор стана “3600” толстолистового цеха ждановского металлургического комбината «Азовсталь». | За большие заслуги в развитии чёрной металлургии СССР, высокие показатели в выполнении производственных заданий и социалистических обязательств, активную общественную деятельность | 03.09.1987      |
| Короткая Мария Федосеевна (род. 1937)                   | Мастер производственного обучения среднего профессионально-технического училища № 1, Герой Социалистического Труда, Заслуженный строитель УССР.                                                                              | За добросовестный труд, заслуги в многолетней общественной деятельности, большой вклад в дело воспитания молодежи | 03.09.1987      |
| Черноусов Александр Гаврилович (????-????)              | Бывший директор Ждановского судоремонтного завода министерства морского флота СССР, старший инженер второго отдела завода.                                                                                                   | За доблестный труд, большой вклад в развитие судоремонтной базы на Азовском бассейне, многолетнюю общественную деятельность, заслуги в годы Великой Отечественной войны | 03.09.1987      |
| Карпов Владимир Федорович (1911-1987)                   | Герой Социалистического Труда, бывший директор производственного объединения «Ждановтяжмаш», персональный пенсионер союзного значения.                                                                                       | За доблестный труд, большой вклад в развитие тяжелого машиностроения, многолетнюю общественную деятельность, заслуги в годы Великой Отечественной войны | 03.09.1987      |
| Расчупкин Александр Андреевич (1913-????)               | Персональный пенсионер, контролёр ОТК металлургического комбината им.Ильича. | За большой вклад в социально-экономическое развитие города Жданова, добросовестный многолетний труд, активное участие в общественно-политической жизни, за заслуги в годы Великой Отечественной войны | 03.09.1987      |
| Дурум Николай Васильевич (1902-1995)                    | Ветеран труда, пенсионер. | За многолетнюю общественную деятельность, большой вклад в дело патриотического воспитания подрастающего поколения | 21.10.1987      |
| Величко Афанасий Петрович (????-????)                   | Ветеран партии, пенсионер, кавалер ордена Ленина. | За многолетнюю общественную деятельность, большой вклад в дело воспитания молодежи, за заслуги в годы гражданской и Великой Отечественной войн | 27.10.1987      |
| Синенко Пантелей Иванович (1901-1992)                   | Кавалер ордена Ленина, ветеран партии, пенсионер. | За многолетнюю общественную деятельность, большой вклад в дело воспитания молодежи, заслуги в годы Великой Отечественной войны | 27.10.1987      |
| Храмов Петр Георгиевич (1906-1996)                      | Кавалер ордена Ленина, ветеран партии, пенсионер. | За многолетнюю общественную деятельность, большой вклад в дело воспитания молодежи, за заслуги в годы Великой Отечественной войны | 27.10.1987      |
| Чибизов Анатолий Кузьмич (1903-1991)                    | Ветеран партии, кавалер ордена Ленина. | За заслуги в годы Великой Отечественной войны, многолетнюю общественную деятельность, большой вклад в дело воспитания молодежи | 07.09.1988      |
| Котанов Федор Евгеньевич (1914-1993)                    | Герой Советского Союза. | За заслуги в годы Великой Отечественной войны, большой вклад в освобождение города Мариуполя от немецко-фашистских захватчиков, многолетнюю общественную деятельность | 07.09.1988      |
| Яруцкий Лев Давыдович (1931-2002)                       | Краевед, внештатный корреспондент городской газеты «Приазовский рабочий», преподаватель Мариупольского индустриального техникума.                                                                                            | За большую работу по изучению и пропаганде истории Мариуполя, вклад в дело воспитания молодежи | 20.06.1989      |
| Ветлицина Вера Матвеевна (род. 1941)                    | Акушерка родильного отделения горбольницы № 3. | За добросовестное отношение к труду, большой вклад в здравоохранение города, активную жизненную позицию | 06.09.1989      |
| Колесник Анатолий Иванович (род. 1936)                  | Машинист тепловоза локомотивного депо станции Мариуполь. | За долголетний добросовестный труд, активную общественную деятельность | 06.09.1989      |
| Паук Владимир Иванович (1928-????)                      | Директор Мариупольского графитового завода. | За добросовестный труд, большой вклад в социально-экономическое развитие города, активное участие в общественной жизни | 06.09.1989      |
| Стариченко Степан Герасимович (1914-2001)               | Член Президиума Совета ветеранов войны и труда, депутат райсовета Жовтневого района города Мариуполя. | За большую работу по военно-патриотическому воспитанию молодежи города, за участие в освобождении Донбасса от фашистских захватчиков и активную общественную работу в Совете ветеранов войны и труда | 21.02.1990      |
| Тутов Афанасий Никифорович (1902-1995)                  | Участник Великой Отечественной войны, кавалер орденов Отечественной войны, «Красной Звезды». | За заслуги в годы Великой Отечественной войны, многолетнюю общественную деятельность, большой вклад в дело воспитания молодежи | 26.06.1991      |
| Сальвемини Паскуале (????-????)                         | Капитан линейного итальянского судна «Мимина Дормио». | За активное содействие укреплению и развитию деловых контактов между предприятиями города и итальянскими деловыми партнёрами | 30.08.1991      |
| Головчанский Фёдор Максимович (1925-2011)               | Участник Великой Отечественной войны. | За заслуги в годы Великой Отечественной войны, активное участие в общественной жизни города, большой вклад в дело патриотического воспитания молодежи | 27.11.1991      |
| Стрельцов Леонид Ильич (1918-1995)                      | Член городского совета ветеранов войны и труда, руководитель рабочей группы по созданию Мариупольской городской Книги Памяти погибших и пропавших без вести.                                                                 | За заслуги перед Родиной в годы Великой Отечественной войны, вклад в создание Мариупольской городской Книги памяти погибших и пропавших без вести, активное участие в военно-патриотическом воспитании молодежи | 02.09.1992      |
| Жуков Александр Павлович (????-????)                    | Ветеран Великой Отечественной войны и труда, пенсионер. | За заслуги перед Родиной, добросовестный труд в мирное время, активную работу по воспитанию молодежи, активную жизненную позицию, бескорыстность в своих благотворительных действиях | 02.09.1992      |
| Хорошун Николай Иванович (1925-2006)                    | Ветеран Великой Отечественной войны и труда, пенсионер. | За заслуги перед родиной в годы Великой Отечественной войны, активное участие в строительстве плавбассейна, аглофабрики, блока ремонтных цехов комбината имени Ильича, скульптуры «Сталевар» и других объектов, высокую гражданскую позицию и принципиальность в ветеранском движении, являясь председателем районного Совета ветеранов войны и труда | 01.09.1993      |
| Мамай Василий Григорьевич (1921-????)                   | Ветеран Великой Отечественной войны и труда, пенсионер. | За заслуги перед родиной в годы Великой Отечественной войны, активную позицию в работе городского Совета народных депутатов (1968-1988), формирование первичных, районных и городских Советов ветеранов войны и труда, принятие активного участия в подготовке и издании Книги Памяти                                                                 | 01.09.1993      |
| Калятинский Леонид Иванович (1925-????)                 | Председатель Мариупольского городского Союза ветеранов войны. | За заслуги перед Украиной в годы Великой Отечественной войны, за успехи на трудовом фронте и большую общественную работу | 16.12.1994      |
| Веселов Александр Митрофанович (1913-????)              | Бывший главный архитектор города Мариуполя, пенсионер. | За заслуги в годы Великой Отечественной войны и трудовые успехи в градостроительстве города Мариуполя | 18.03.1995      |
| Манусов Петр Маркович (1922-2013)                       | Председатель первичной организации Союза ветеранов войны горисполкома, пенсионер. | За заслуги по защите Родины в годы Великой Отечественной войны и долголетний, добросовестный труд по восстановлению городского хозяйства города Мариуполя | 18.03.1995      |
| Пирч Иван Прокофьевич (1927-2012)                       | Заслуженный учитель Украины, пенсионер. | За заслуги перед Родиной, личный вклад в развитие образования в г. Мариуполе, активную общественную деятельность | 19.04.1995      |
| Олейник Вячеслав Николаевич (род. 1966)                 | Мастер спорта Украины, чемпион XXVI Олимпийских игр. | За высокие спортивные достижения, выдающийся вклад в развитие физической культуры и спорта в городе и стране | 28.09.1996      |
| Харабет Ефим Викторович (1929-2004)                     | Заслуженный деятель искусств Украины. | За значительные достижения в области изобразительного искусства, большой вклад в развитие миротворческого движения и народной дипломатии и в связи с 25-летием творческой деятельности | 28.09.1996      |
| Жежеленко Игорь Владимирович (род. 1930)                | Ректор Приазовского гостехуниверситета, доктор технических наук, профессор, заслуженный деятельник науки и техники УССР, академик АН Высшей школы Украины.                                                                   | За большой вклад в развитие просвещения, науки, культуры и процветания города | 14.12.1996      |
| Стефанопулос Константинос (1926-2016)                   | Президент Греции. | За большой вклад в становление и развитие греческой культуры, гуманитарного образования в городе Мариуполе, содействие укреплению экономических связей | 13.12.1997      |
| Бойко Владимир Семёнович (1938-2015)                    | Генеральный директор Открытого акционерного общества “Металлургический комбинат имени Ильича”. | За личный вклад в развитие социально-экономической структуры города Мариуполя | 24.09.1998      |
| Булянда Александр Алексеевич (1937-2006)                | Председатель правления−генеральный директор Открытого акционерного общества “Металлургический комбинат "Азовсталь"”. | За личный вклад в развитие социально-экономической структуры города Мариуполя | 24.09.1998      |
| Кириченко Иван Георгиевич (род. 1941)                   | Директор ЧП “Торговый дом "Мортрейд"”. | За мужество, проявленное при совершении первого на Украине одиночного кругосветного плавания | 24.09.1998      |
| Патон Борис Евгеньевич (1918-2020)                      | Президент Академии наук Украины, директор института электросварки им. Е. О. Патона. | За личный вклад в развитие промышленного и научного потенциала города Мариуполя, отечественной и мировой науки | 24.09.1998      |
| Каримов Игорь Каримович (1939-1998)                     | Член исполкома Мариупольского горсовета. | За большой личный вклад в развитие инфраструктуры города Мариуполя (посмертно) | 24.12.1998      |
| Проценко Аркадий Дмитриевич (1931-2017)                 | Директор Дворца культуры “Металлургического комбината "Азовсталь"”. | За весомый вклад в историко-краеведческую деятельность Приазовья и развитие культуры г. Мариуполя | 26.08.1999      |
| Сидоренко Александр Александрович (род. 1960)           | Заслуженный мастер спорта СССР, чемпион XXII Олимпийских игр. | За выдающийся вклад в развитие физической культуры и спорта в городе и на Украине | 14.09.1999      |
| Капустин Евгений Александрович (1922-2011)              | Профессор, доктор технических наук. | За большой личный вклад в развитие прогрессивных технологий металлургии в г. Мариуполе и подготовку инженерных и научных кадров высшей квалификации | 28.09.2000      |
| Балабанов Константин Васильевич (род. 1949)             | Ректор Мариупольского гуманитарного института. | За большой личный вклад в развитие гуманитарного образования, активное содействие в укреплении международных связей города Мариуполя | 28.12.2000      |
| Чуева Александра Васильевна (род. 1937)                 | Народный судья. | За большой вклад в укрепление законности и правопорядка в городе и на Украине | 12.04.2001      |
| Кречетов Геннадий Валентинович (1939-????)              | Заместитель председателя горисполкома. | За значительный вклад в развитие жилищно-коммунального хозяйства и благоустройство города Мариуполя (посмертно) | 26.09.2001      |
| Войтенко Владимир Васильевич (1924-2005)                | Председатель группы участников освобождения города Мариуполя, член городского Союза ветеранов войны, «Відмінник народної освіти України».                                                                                    | За значительный вклад в освобождение города и его развитие, за большую общественную работу по воспитанию патриотических чувств молодежи и активное участие в ветеранском движении | 12.12.2002      |
| Фролов Юрий Михайлович (род. 1939)                      | Писатель. | За значительный вклад в развитие культуры, целенаправленную работу по популяризации и укреплению имиджа города Мариуполя | 27.01.2004      |
| Лихачева Галина Александровна (1934-2015)               | Украинский общественно-политический деятель, депутат Мариупольского городского совета многих созывов. | За активную общественную деятельность, высокий профессионализм, личный вклад в развитие органов местного самоуправления | 18.05.2004      |
| Буров Сергей Давыдович (род. 1937)                      | Писатель, автор телевизионной программы “Мариуполь. Былое”. | За весомый вклад в историко-краеведческую деятельность, и восстановление исторических и духовных традиций города Мариуполя | 21.12.2004      |
| Папуш Иван Агафонович (род. 1924)                       | Член союза журналистов Украины, ветеран Великой Отечественной войны, директор музея истории и этнографии греков Приазовья.                                                                                                   | За весомый вклад в историко-краеведческую деятельность, сохранение и популяризацию национальных традиций греков Приазовья | 21.12.2004      |
| Зозуля Александр Михайлович (род. 1936)                 | С 23 мая 1980 по 31 марта 1990 председатель Ждановского горсовета депутатов трудящихся. | За весомый личный вклад в развитие города, его промышленного потенциала и инфраструктуры | 28.02.2006      |
| Савчук Александр Владимирович (1954-2012)               | Депутат Верховной Рады Украины, президент открытого акционерного общества «Азовмаш». | За весомый вклад в развитие предприятия и отечественного машиностроения, высокий профессионализм, плодотворную деятельность на благо Мариуполя и его жителей | 26.09.2006      |
| Саенко Рена Ильинична (1935-2006)                       | Старший научный сотрудник Мариупольского краеведческого музея. | За весомый личный вклад в изучение и популяризацию истории Мариуполя, значимую краеведческую и просветительскую деятельность (посмертно) | 20.02.2007      |
| Чепурной Анатолий Данилович (род. 1944)                 | Генеральный директор−главный инженер ОАО «Азовмаш», председатель правления−директор ОАО «Головной специализированный конструкторско−технологический институт».                                                               | За высокие трудовые достижения, весомый вклад в развитие отечественной науки и предприятия, высокий профессионализм, активное участие в общественно−политической жизни города | 07.08.2007      |
| Папульяс Каролос (1929-2021)                            | Почетный консул Республики Кипр в г. Мариуполе, президент Греции. | За весомый вклад в развитие и укрепление дружественных отношений между украинским и греческим народами, значимую поддержку греческой диаспоры Приазовья, и особенно, города Мариуполя, формирование позитивного имиджа Мариуполя и Украины | 29.02.2008      |
| Зусин Владимир Яковлевич (род. 1941)                    | Доктор технических наук, профессор, действительный член Академии инженерных наук Украины. | За весомый значительный вклад в развитие образования, воспитание у молодежи города и региона духовности, морали и культуры | 24.06.2008      |
| Бондаренко Леонид Иванович (1932-2015)                  | Художник-живописец, член Национального союза художников Украины, участник ВОВ, ветеран труда. | За долголетний творческий труд на благо и развитие г. Мариуполя и повышение его авторитета на государственном уровне | 27.10.2009      |
| Бубнов Валерий Михайлович (род. 1940)                   | Доктор технических наук, профессор, действительный член-корреспондент Международной инженерной академии и инженерной академии Украины, директор ООО «Головное специализированное конструкторское бюро вагоностроения».       | За особые заслуги перед городом, высокие трудовые достижения, личный вклад в развитие отечественной науки и предприятия, высокий профессионализм | 23.02.2010      |
| Узун Геннадий Гаврилович (1941-2010)                    | Заслуженный тренер Украины по греко-римской борьбе, Заслуженный работник физической культуры и спорта, тренер спортивного клуба «Азовмаш».                                                                                   | За весомый личный вклад в развитие спорта в г. Мариуполе, тренерскую деятельность, подготовку и успешное выступление украинских спортсменов на соревнованиях всех уровней на Украине и за рубежом (посмертно) | 23.02.2010      |
| Мазай Макар Никитович (1910-1941)                       | Сталевар-новатор. | (посмертно) | 26.05.2010      |
| Митрополит Донецкий и Мариупольский Иларион (род. 1951) | Митрополит Донецкий и Мариупольский. | За весомый и значительный вклад в развитие Православия, воспитание у жителей города и региона духовности, морали и культуры | 29.03.2011      |
| Кузьминков Лель Николаевич (1925-2012)                  | Член Национального союза художников Украины. | За долголетний творческий труд на благо г. Мариуполя и в связи с 85-летним юбилеем | 29.03.2011      |
| Гойхман Валерий Александрович (род. 1941)               | Вице-президент Федерации бокса г. Мариуполя. | За высокие спортивные достижения, личный вклад в развитие отечественного спорта и развитие спортивного движения в Мариуполе, популяризацию здорового образа жизни | 29.03.2011      |
| Кальницкая Надежда Денисовна (1923-????)                | Руководитель первичной организации города Мариуполя общественной организации борцов антифашистского сопротивления Украины (бывших политических узников фашистских концлагерей).                                              | За весомый и значительный вклад в дело сохранения исторической памяти человечества о преступлениях фашизма в годы Второй мировой войны, многолетнюю активную деятельность в Международном комитете бывших узников концлагеря Равенсбрюк, социальную защиту ветеранов войны, воспитание подрастающего поколения                                        | 19.04.2011      |
| Христофиас Димитрис (1946-2019)                         | Президент Республики Кипр. | За личный вклад в укрепление дружественных связей между украинским и кипрским народом, участие в духовном возрождении греков Украины и формирование положительного имиджа Мариуполя и Украины за рубежом | 21.06.2011      |
| Лепорский Владимир Владимирович (1911-1981)             | Директор металлургического завода «Азовсталь» (1956-1981). | За весомый и значительный вклад в развитие завода и социальной инфраструктуры города, а также в связи со 100-летием со дня рождения (посмертно) | 21.06.2011      |
| Константинов Валентин Константинович (1923-2012)        | Член Национального союза художников Украины. | За многолетний творческий труд на благо г. Мариуполя | 21.02.2012      |
| Волошин Вячеслав Степанович (род. 1952)                 | Ректор Приазовского государственного технического университета, профессор, доктор технических наук. | За весомый вклад в развитие научно- образовательного и культурного потенциала города, плодотворное взаимодействие высшей школы и крупных градообразующих предприятий, укрепление положительного имиджа города Мариуполя на международном уровне | 27.11.2012      |
| Отченашенко Светлана Ивановна (род. 1945)               | Ведущий мастер сцены Донецкого академического областного Ордена Почёта Русского Драматического театра (г.Мариуполь), народная артистка Украины, лауреат премии им. Марии Заньковецкой.                                       | За многолетний творческий труд на благо г. Мариуполя | 16.04.2013      |
| Тарута Александр Алексеевич (род. 1954)                 | Генеральный директор ООО «Проектно-строительное предприятие «Азовинтекс». | За весомый личный вклад в развитие города Мариуполя, активное участие в реализации городских программ, связанных с благоустройством, развитием архитектуры и градостроительства, благотворительность, возрождение духовных и патриотических традиций                                                                                                  | 28.08.2013      |
| Чентуков Юрий Ильич (род. 1952)                         | Депутат Мариупольского городского совета, председатель постоянной комиссии по вопросам социально-экономического развития, бюджета и финансам.                                                                                | За весомый личный вклад в повышение авторитета города, в развитие культуры и спорта, выдающиеся достижения в науке, общественно-политической жизни города | 28.08.2013      |
| Ларионов Александр Алексеевич (род. 1944)               | Заместитель главного инженера по конвертерному производству – начальнику конвертерного цеха публичного акционерного общества «Мариупольский металлургический комбинат им. Ильича», депутат Мариупольского городского совета. | За весомый личный вклад в повышение авторитета города, выдающиеся достижения в науке, общественно - политической жизни города, развитие культуры и спорта | 28.08.2013      |
| Саенко Виктор Александрович (1972-2014)                 | Начальник отдела ГАИ по обслуживанию административной территории г. Мариуполя и автомобильно-технической инспекции при УГАИ ГУМВД Украины в Донецкой области.                                                                | За весомый личный вклад в охрану общественного порядка в г. Мариуполе, патриотическое воспитание молодежи, благотворительную деятельность (посмертно) | 10.07.2014      |
| Климчук Николай Николаевич (род. 1958)                  | Начальник управления по охране общественного порядка Главного управления Национальной гвардии Украины, генерал-майор. | За разработку и осуществление плана по освобождению города Мариуполя от террористических группировок, весомый вклад в сохранение города Мариуполя, утверждение государственности, демократии и народовластия на территории города | 30.12.2014      |
| Билецкий Андрей Евгеньевич (род. 1979)                  | Боец полка специального назначения «Азов». | За разработку и осуществление плана по освобождению города Мариуполя от террористических группировок, весомый вклад в сохранение города Мариуполя, утверждение государственности, демократии и народовластия на территории города | 30.12.2014      |
| Троян Вадим Анатольевич (род. 1979)                     | Боец полка специального назначения «Азов». | За разработку и осуществление плана по освобождению города Мариуполя от террористических группировок, весомый вклад в сохранение города Мариуполя, утверждение государственности, демократии и народовластия на территории города | 30.12.2014      |
| Михайленко Данил Владимирович (род. 1990)               | Боец полка специального назначения «Азов». | За разработку и осуществление плана по освобождению города Мариуполя от террористических группировок, весомый вклад в сохранение города Мариуполя, утверждение государственности, демократии и народовластия на территории города | 30.12.2014      |
| Михайленко Игорь Владимирович (род. 1988)               | Боец полка специального назначения «Азов». | За разработку и осуществление плана по освобождению города Мариуполя от террористических группировок, весомый вклад в сохранение города Мариуполя, утверждение государственности, демократии и народовластия на территории города | 30.12.2014      |
| Шпара Владимир Николаевич (род. 1983)                   | Боец полка специального назначения «Азов». | За разработку и осуществление плана по освобождению города Мариуполя от террористических группировок, весомый вклад в сохранение города Мариуполя, утверждение государственности, демократии и народовластия на территории города | 30.12.2014      |
| Зиньковский Вадим Анатольевич (род. 1968)               | Боец полка специального назначения «Азов». | За разработку и осуществление плана по освобождению города Мариуполя от террористических группировок, весомый вклад в сохранение города Мариуполя, утверждение государственности, демократии и народовластия на территории города | 30.12.2014      |
| Коротких Сергей Аркадьевич (род. 1974)                  | Боец полка специального назначения «Азов». | За разработку и осуществление плана по освобождению города Мариуполя от террористических группировок, весомый вклад в сохранение города Мариуполя, утверждение государственности, демократии и народовластия на территории города | 30.12.2014      |
| Княжанский Игорь Витальевич (род. 1965)                 | Боец полка специального назначения «Азов». | За разработку и осуществление плана по освобождению города Мариуполя от террористических группировок, весомый вклад в сохранение города Мариуполя, утверждение государственности, демократии и народовластия на территории города | 30.12.2014      |
| Берладин Руслан Николаевич (род. 1975)                  | Боец полка специального назначения «Азов». | За разработку и осуществление плана по освобождению города Мариуполя от террористических группировок, весомый вклад в сохранение города Мариуполя, утверждение государственности, демократии и народовластия на территории города | 30.12.2014      |
| Коровин Сергей Геннадиевич (род. 1987)                  | Боец полка специального назначения «Азов». | За разработку и осуществление плана по освобождению города Мариуполя от террористических группировок, весомый вклад в сохранение города Мариуполя, утверждение государственности, демократии и народовластия на территории города | 30.12.2014      |
| Мартыненко Александр Евгеньевич (1989-2015)             | Командир гранатометного отделения 2 механизированной роты механизированного батальона воинской части В4673 Министерства обороны Украины.                                                                                     | За защиту суверенитета Украины и её территориальную целостность (посмертно) | 30.06.2015      |
| Москаленко Владимир Васильевич (1976-2015)              | Рядовой милиции, милиционер взвода № 6 батальона патрульной службы милиции особого назначения «Шахтерск» ГУМВД Украины. | За защиту суверенитета Украины и её территориальную целостность (посмертно) | 30.06.2015      |
| Самофалов Николай Николаевич (1990-2015)                | Рядовой милиции, милиционер ГУМВД Украины. | За защиту суверенитета Украины и её территориальную целостность (посмертно) | 30.06.2015      |
| Назаренко Андрей Владимирович (1985-2015)               | Разведчик Вооружённых Сил Украины. | За защиту суверенитета Украины и её территориальную целостность (посмертно) | 30.06.2015      |
| Фомиченко Иван Григорьевич (род. 1940)                  | Депутат городского совета четырёх созывов, председатель наблюдательного совета ПАО «Мариупольгаз». | За весомый личный вклад в социально-экономическое развитие города, за весомые достижения в сфере жилищно-коммунального хозяйства, за активную общественную деятельность | 30.06.2015      |
| Миронюк Андрей Николаевич (1975-2015)                   | Разведчик-пулемётчик 2 отделения 1 разведвзвода разведроты ВОС-106646Д 81 отдельной аэромобильной бригады Вооружённых Сил Украины.                                                                                           | За защиту суверенитета Украины и её территориальную целостность (посмертно) | 08.09.2015      |
| Пантази Николай Юрьевич (род. 1946)                     | Заслуженный работник физической культуры и спорта Украины, заслуженный тренер Украины по греко-римской борьбе, почетный преподаватель ПГТУ, преподаватель КДЮСШ «Атлетик».                                                   | За высокие достижения в спорте | 19.05.2016      |
| Роянов Вячеслав Александрович (род. 1941)               | Доктор технических наук, профессор Академии наук высшей школы, академик Международной Кадровой Академии, директор Учебно-научного института металлургии и сварки Приазовского государственного технического университета.    | За прославление города и научные достижения | 29.10.2016      |
| Лашин Александр Валерьевич (род. 1982)                  | Заслуженный мастер спорта Украины по тяжелой атлетике, вице-президент Федерации стронгмэнов Украины в Восточном регионе, шестикратный обладатель титула «Сильнейший человек Украины».                                        | За высокие достижения в спорте, весомый личный вклад в развитие и пропаганду спорта и здорового образа жизни, а также продвижение позитивного имиджа Мариуполя на Украине и за её пределами | 03.03.2017      |
| Чуфаров Даниил Владимирович (род. 1989)                 | Заслуженный мастер спорта по плаванию, многократный чемпион и рекордсмен мира и призёр Паралимпийских игр. | За высокие достижения в спорте, весомый личный вклад в популяризацию спорта и физической культуры среди детей и молодежи города, помощь людям с инвалидностью, семьям, которые оказались в тяжелых жизненных обстоятельствах, укрепление авторитета Мариуполя и Украины на международной арене                                                        | 19.04.2017      |
| Мандрык Виталий Олегович (1987—2015)                    | Старший оперуполномоченный спецподразделения «Сокол» Управления по борьбе с организованной преступностью Главного управления МВД Украины в Донецкой области.                                                                 | За проявленные героизм, решительность, мужество, отвагу, защиту жителей города Мариуполь от террористической угрозы, преданность Родине (посмертно) | 25.10.2017      |
| Хараберюш Александр Иванович (1977—2017)                | Заместитель начальника Главного управления контрразведки Управления СБУ в Донецкой области. | За образцовое выполнение служебных обязанностей, проявленного в защите жителей города Мариуполь от террористической угрозы, мужество, отвагу и преданность Родине (посмертно) | 25.07.2018      |